# ديانا شرودر
ديانا شرودر (بالألمانية: Diana Schröder)‏ هي لاعبة جمباز فني ألمانية، ولدت في 18 أبريل 1975 في مولهاوزن في ألمانيا.

## وصلات خارجية
- ديانا شرودر على موقع أوليمبيديا (الإنجليزية)